# 황화집
《황화집》(皇華集)은 조선시대 원접사와 명나라 사신이 주고 받은 시를 편집하여 간행한 시집으로, 명나라 사신이 처음으로 조선에 온 1450년(세종 32년)부터 1633년(인조 11년)까지 180여 년간 24차례에 걸쳐 양측이 주고 받은 시를 모아 편집하였다.

## 연원
앞서 명나라 사신 진감(陳鑑)과 고윤(高閏)이 와서 정통제(正統帝)가 복위(復位)한 조서를 반포하고, 사신들이 무릇 본 바의 흥취를 하나의 시(詩)에 붙여 합한 몇 수(首) 글과 아울러 조선 사람이 화합한 것을 인행(印行)하여 주며, 《황화집(皇華集)》이라 이름을 붙였다고 한다. 1458년(세조 4년) 윤2월 7일 그 뒤에 명나라 조정의 사람이 조선 사람들이 연경(燕京)에 가면 구하는 자가 자못 많으므로 곧 인행하여 보내게 하였다.
현존하는 《황화집》은 1773년(영조 49년)에 마지막 간행한 목판 인쇄본으로 총50권이다. 그때까지 간행한 《황화집》이 해가 오래되어 산실(散失)되자 영조가 명나라의 사적(事蹟)을 사라지게 할 수 없다 하여 남은 것을 수집하여 하나의 책으로 합하도록 명하여 중간(重刊)하게 되었다.

## 내용
《황화집》에 실린 명나라의 사행은 명나라 황제의 등극이나 복위, 황태자의 탄생이나 책립을 알리는 조서를 전달하는 일과 조선왕에게 시호를 내리는 일이 위주였다.
그리고 여기에 실린 시의 작자는 명나라 사신과 이를 맞는 조선의 원접사(또는 접반사) 및 그 관료들이다.